# Jonas (televíziós sorozat)
A JONAS a Disney Channel eredeti sorozata. A Jonas testvérek kitalált rock-sztárokat alakítanak. A sorozatban eredeti Jonas Brothers-dalok hangzanak el. A történet Joe, Kevin és Nick Jonas mindennapi életét mutatja be, hogy például milyen nehéz sztárként normál iskolába, normál emberek közé járni. További főszereplő még Stella is, aki a fiúk régi barátja és a stylistjuk, és Stella barátnője, a mániás rajongó Macy, aki mindent tud róluk.

## Szereposztás
| Szereplő      | Színész              | Magyar hang   |
| ------------- | -------------------- | ------------- |
| Kevin Lucas   | Kevin Jonas          | Kékesi Gábor  |
| Joe Lucas     | Joe Jonas            | Czető Roland  |
| Nick Lucas    | Nick Jonas           | Ungvári Gergő |
| Stella Malone | Chelsea Staub        | Talmács Márta |
| Macy Misa     | Nicole Gale Anderson | Csuha Borbála |
| A fiúk apja   | John Ducey           | Megyeri János |
| Frankie Lucas | Frankie Jonas        | Sóvári Ádám   |

## Epizódok
| Évad | Évad | Epizódok | Eredeti sugárzás | Eredeti sugárzás  | Magyar sugárzás      | Magyar sugárzás    | Magyar sugárzás  | Magyar sugárzás  |
| Évad | Évad | Epizódok | Disney Channel   | Disney Channel    | Disney Channel       | Disney Channel     | Disney+          | Disney+          |
| Évad | Évad | Epizódok | Évad premier     | Évad finálé       | Évad premier         | Évad finálé        | Évad premier     | Évad finálé      |
| ---- | ---- | -------- | ---------------- | ----------------- | -------------------- | ------------------ | ---------------- | ---------------- |
|      | 1    | 21       | 2009. május 2.   | 2010. március 14. | 2009. szeptember 15. |                    | 2022. június 14. | 2022. június 14. |
|      | 2    | 13       | 2010. június 20. | 2010. október 4.  | 2010. szeptember 11. | 2010. december 25. |                  |                  |